# 今池ZAP!
『今池ZAP!』（いまいけザップ）は、1995年7月6日から同年10月5日まで中京テレビで放送されていた情報バラエティ番組。全14回。放送時間は毎週木曜 24:45 - 25:00（日本標準時）。

## 概要
名古屋市千種区今池エリアの情報のみを取り上げていた深夜番組で、今池の名所や旧跡、商業施設やそこで生活する人々などを毎回のテーマに選んでいた。リポーターは、この番組以前から中京テレビと関わりがあった原田さとみが務めていた。
番組は、原田が各回でのテーマに沿って今池エリアを散策取材する様子のVTRと、原田がスタジオ内でカメラマンやスタイリストたちと雑談しながら写真撮影に臨む様子のVTR、今池で営業している女性向けの飲食店やエステティックサロンなどを紹介するコマーシャルVTRの3つによって構成。各々をさらに1分から数分程度の単位に細分割し、それらをランダムに織り交ぜる形で放送していた。
他に特徴的だったのが映像の演出技法で、原田出演のVTRパートには頻繁に切り替わるカメラワークやカットイン、時折入る映像の減色化やインターレース化など、音楽番組やプロモーションビデオなどに見られる演出技法を多用していた。そしてエンディングでは、走行するロケ車内から撮影した名古屋市中心街の夜景の映像をバックに、原田の直筆を版下に用いた手書き調のスタッフロールを表示するという手法を用いていた。

## 放送内容例
- ミステリアスな今池の魅力
- ごめんなさい地蔵の謎
- お薦めグルメ・韓国冷麺
- 外国人の今池
- うわさの本専門店
- 街角下着チェック
- 今池を自転車で流す